# Huehue Huitzilíhuitl
Huēhueh Huītzilihhuitl (náhuatl [weːwe wiːts͡liʔwitɬ ͡] '[el] anciano pluma de colibrí') (1227-1299), se considera el primer tlahtoani mexica, pero ya su padre era de la nobleza de Xaltocan. Es enumerado como el octavo caudillo mexica. Nació en Tizayocan en 1227, hijo de Tozcuecuextli y Tlaquilxochitzin, nieto de Tlahuizcalpotonqui señor de Tzompanco. Acompañó a su padre durante la migración hasta fundar Huixachtitlan en 1240, durante la guerra contra Pantitlán en 1247 ya contaba con 21 años y sobresalió como guerrero al lado de Tecpactzin.
Continuó su preparación como noble para sustituir a su padre cuando muriera, lo que ocurrió en 1272. Para ese entonces los mexitin estaban distribuidos por los reinos de Tenayuca, Azcapotzalco y Colhuacan, se habían dado a conocer como excelentes constructores y eran requeridos por ello. En sus trayectos para distribuir andesita, madera y otros materiales de la Sierra de Guadalupe por el lago de Texcoco, habían visto los islotes del centro como lugar estratégico y aprovechando un pequeño manantial Huitzilihuitl en 1274 funda una nueva capital a la que llama Cuauhmixtitlan (Lugar del águila entre las nubes). Los mexitin cobran importancia y su población aumenta considerablemente; poniendo sus ojos en Chapoltepec, centro económico y de intercambio además de sus recursos naturales, hablan con Azcapotzalco para conocer su parecer, están de acuerdo los tepanecas solo que el lugar lo tienen concesionado a los matlatzincas y dejan que entre ellos "se arreglen".
Los descendientes de Mexi guiados por su capitán Cuauhtlequetzqui expulsan a los del Valle de Toluca de Chapoltepec y ponen a Cuauhtlequetzqui como teyacanqui del lugar. Para 1285 los matlatzincas de Teotenanco intentan recuperar el lugar pero fracasan. Así brevemente Huitzilihuitl logra una Triple Alianza Huīxachtitlan-Cuauhmixtitlan-Chapoltēpec, los reinos vecinos temiendo el auge de este pueblo planean un ataque; Xaltocan por el norte, Chalco y Colhuacan por el sur, Azcapotzalco inteligentemente se mantiene neutral. Arrasan Chapoltepec en 1299 y capturan a Huitzilihuitl junto a sus hijas Chimalxochitzin y Tozpanxochitzin, está última es llevada a Xaltocan para su sacrificio; la primera es exhibida desnuda y humillada en Colhuacan donde posteriormente es sacrificada al lado de su padre, a Huitzilihuitl quien gobernó 27 años, solo le sobreviven otra hija Cohuaxochitzin y un hombre Acolnahuacatl, quien huye y nunca vuelve; aunque Torquemada menciona que la última hija también muere en Xaltocan. Ningún otro pariente queda que pueda reclamar el derecho a gobernar, perdiendo su linaje incipiente, Coxcox de Colhuacan les da uno nuevo con Ilancueitl, princesa de Colhuacan y Coatlichan. La historia no les favoreció en este primer intento de surgimiento, pero los fortaleció para el futuro.